# Màkina
La màkina és un gènere musical dins de la música electrònica, evolució del techno hardcore, l'EBM, la música industrial i del tecno.
La música màkina es caracteritza pel seu ritme ràpid de 150 a 190 ppm i melodies alegres. Els discjòqueis que punxen màkina mesclen cançons a partir d'una base rítmica i incursions en el segon tema. Usualment, aquestes cançons tenen un tros molt més ràpid o lent que fa de clímax abans de la repetició del tema, a manera de tornada.
Alguns dels productors màkina més importants han estat Julio Posadas, Gerard Requena o Rubén Moreno (Ruboy).

## Història
Aquest estil musical es va conrear sobretot als Països Catalans des de 1985, començant al País Valencià durant la popular Ruta Destroy, on l'estil rebia popularment el nom de bakalao, i expandint-se posteriorment a Catalunya, on va evolucionar i va acabar obtenint el seu so propi i característic a mitjans dels 90.